# Ophiuche lividalis
Ophiuche lividalis là một loài bướm đêm trong họ Erebidae.